# بانیا، استان بلاگووگراد
بانیا (به بلغاری: Banya) روستایی در بلغارستان است که در رازلوگ واقع شده‌است.